# Stazione di Clipperstown
La stazione di Clipperstown (in inglese britannico Clipperstown railway station) è una stazione ferroviaria che fornisce servizio a Carrickfergus, contea di Antrim, Irlanda del Nord. Attualmente l'unica linea che vi passa è la Belfast-Larne. La stazione fu aperta il 1º aprile 1925 ed è una delle tre della città di Carrickfergus (le altre sono Downshire e Carrickfergus. Le stazioni di Carrickfergus e la più piccola fermata di Clipperstown sono molto vicine, tantoché distano un minuto di viaggio in treno.

## Treni
Da lunedì a sabato c'è un treno ogni mezzora verso Larne Harbour (in un'ora un treno si ferma a Carrickfergus, l'altro prosegue verso Larne) e un treno ogni mezzora verso Belfast Central con treni aggiuntivi nelle ore di punta. La domenica la frequenza di un treno ogni due ore è costante per tutto il corso della giornata, ma il capolinea meridionale è Great Victoria Street. 

## Servizi ferroviari
- Belfast-Larne

## Servizi
- Biglietteria self-service
- Distribuzione automatica cibi e bevande
- Biglietteria
- Fermata e capolinea autobus urbani
- Servizi igienici
- Sala di attesa
- Annuncio sonoro arrivo e partenza treni